# يحيى راشد (شخصية خيالية)
الدكتور يحيى راشد إبراهيم هي شخصية خيالية، بطلة رواية الفيل الأزرق، والتي تمت تأديتها من قبل كريم عبد العزيز في الفيلم عام 2014. امتازت الشخصية بالذكاء والتحليل النفسي وذلك بفضل دراسة طب علم النفس، حيث استطاعت الشخصية تحليل تفكير أي شخص من حركة يديه وإيحاءات وجهه.

## سمات الشخصية
تمتاز الشخصية بالذكاء وسرعة التحليل، حيث استطاع الدكتور يحيى كشف كذب الأصدقاء، فهو يستطيع كشف كذب أي شخص من جسده. انعزل الدكتور يحيى عن الأصدقاء والشارع ليجلس في البيت وحده لمدة خمس سنوات، وذلك بسبب تأنيبه لضميره لقتله لزوجته وابنته بالخطأ، حيث كان سائق مخموراً يسير بسرعة 160 كيلو، ومن السرعة تسبب بحادث قوي يؤدي إلى وفاة زوجته وابنته. تظهر الشخصية في الفيلم بعد الحادث بخمس سنوات، عندما يقرر الرجوع إلى عمله، وتظهر الشخصية أغلب الأوقات بلبس البدلة ونظارة الراي بان، غير مهتمة بالشعر. طيلة الخمس سنوات في انعزاله يأخذ يحيى فيها المخدرات ويشرب الخمر ويمارس الجنس مع فتاة لبنانية اسمها مايا والتي تعرض عليه حبة مخدرات اسمها الفيل الأزرق، ومن خلال الحبة يتعرف على عالم آخر ويكشف أسرار جديدة.
شخصية الدكتور يحيى شخصية مركبة تحمل الكثير من التناقضات، بالرغم من ذكائه وأنه طبيب نفسي كان من الممكن أن يكون هو المريض النفسي، وذلك بسبب انعزاله عن الناس لمدة خمس سنوات، قال كريم عبد العزيز: «كان مرجعي الأساسي هو الكاتب أحمد مراد، إضافة إلى عدة لقاءات جمعتني بأكثر من طبيب نفسي، وذلك لفهم لغة الجسد وطريقة تعامل الطبيب النفسي مع المرضى، وكيفية معالجتهم، كذلك قمت بالبحث عن طريق القراءة والإنترنت، لكي أستطيع في النهاية تجسيد الشخصية أمام كاميرا السينما بشكل محترف، فالشخصية تحمل مجموعة من الأحاسيس المتداخلة».

## الفيل الأزرق
تبدأ القصة بالطبيب النفسي يحيى. يحيى طبيبٌ من نوعٍ خاصٍ مر بعدة مشاكل في حياته المهنية والشخصية، فبعد غيابه عن العمل لمدة خمس سنوات يعود من جديد للعمل بمستشفى العباسية قسم «8 غرب». يقرر يحيى العودة للعمل بجعبة جديدة والبدء من جديد، حين يُطلب منه كتابة تقرير عن مريض نفسي، ينصدم عندما يعلم أن هذا المريض هو صديقه القديم الدكتور شريف الكردي. تتعقد الأحداث لتكشف لنا عن أسرار مثيرة تتعلق بأبطال القصة ولتُزيح الستار عن جبلٍ من الغموض.
تجمع القصة بمهارة خرافتين شعبيتين إحداهما قديمة والأخرى حديثة، الأولى تروى من خلال شخصية الدكتور شريف الكردي الذي يتزوج من امرأة يعشقها كثيراً، ولكنه لا ينجب منها، لأنه يعاني من فتور في علاقاته الحميمية مع زوجته التي تتجه إلى امرأة شابة تتعاطى السحر من خلال محل لرسم الأوشام. ولعلاج فتور العلاقات الزوجية، تقوم هذه الساحرة عادة برسم وشم على فخذ المرأة من الداخل وعمل تعويذة ووضعها في فم كلب وحبسه في الحمام لمدة أسبوع ثم قتله بالسمّ، وهو ما لم يحصل مع زوجة الدكتور شريف إذ وجدت الساحرة الكلب ميتاً في الحمام فاعتقدت أن السحر بطل مفعوله. ولكن الشيطان (نائل) الذي تلبس جسد الدكتور شريف، بعد أن مارس الجنس مع زوجته من خلال جسد شريف وأدّى إلى حملها، استوطن الجسد ولم يخرج منه مما أدى إلى نمو وشم على رأس الدكتور شريف ورقبته وذراعيه. في كل مرة كان شريف يستفيق فيها كان يشعر بالشك الشديد أن رجلاً آخر كان يطارح زوجته الغرام وأن الجنين في أحشائها ليس ابنه. يتشاجر الدكتور شريف مع زوجته ويطردها من البيت، ثم يتصل بها ويعتذر منها طالباً منها العودة للبيت، وحين تصل يفتح لها الباب عارياً، ثم يضربها ويعذبها حتى تسقط الجنين، وفي النهاية يقتلها. خلال لحظات الصحو التي كان يمر بها شريف كان يرسل رسائل إلى صديقه يحيى وتكون هي الدليل الذي يقوده لحل قضيته.
الخرافة الثانية يعيشها الدكتور "يحيى" الذي يحاول حثّ صديقه القديم شريف على الإفصاح عن أسباب قتله لزوجته بعد أن يلتقيه كحالة مرضية في المستشفى بعد أن يُطلب إليه كتابة تقرير حول صحة إصابة شريف بمرض نفسي أم لا. يبدو "شريف" في لحظات صامتاً جدا وفي لحظات أخرى ينقلب لشخص آخر أكثر جرأة وتحدياً ليحيى، وكأنهما شخصيتان مختلفتان. تتصل "لبنى" شقيقة "شريف" مع "يحيى" وتطلب مقابلته في أسرع وقت وتحدثه عن التغيرات الأخيرة التي طرأت على شخصية أخيها وحياته مع زوجته من خلال ما كانت ترويه الزوجة لها. يعتقد "يحيى" أن صديقه شريف مصاب بمرض انفصام الشخصية (الشيزوفرينيا) لكنه يتفاجأ من قدرة "شريف"، حين ينقلب للشخصية الجريئة التي كانت تسمي نفسها "نائل"، على تحليل شخصية يحيى وقراءة أفكاره ومشاعره تجاه أخته "لبنى"، ويعلمه أن محاولة حل قضيته ليست إلا رغبة منه في إرضاء "لبنى" حبه القديم. وما يضع يحيى في حالة ذهول أكثر هو اطّلاع شريف على أمور غيبية تحصل له مثل: انتظار لبنى خارج المستشفى للاتصال بأخيها، والاتصالات الهاتفية التي كان يجريها مع يحيى رغم منع الهواتف داخل المستشفى.
في أثناء محاولته لحل قضية "شريف" يزور "يحيى" امرأة شابة تشتهر بخبرتها في الأوشام، وحين يعرض عليها صور للأوشام على جسد شريف تبين له أن هذا النوع لا يمكن عمله محليا بل يحتاج لآلات دقيقة، وربما تم إنجاز الوشم خارج مصر.
في حياته الخاصة يفضل يحيى تعاطي المخدرات وممارسة الجنس مع صديقته اللبنانية "مايا" التي تزوره ذات يوم وهو منهمك بحل قضيته لتعرض عليه نوعاً جديداً من المخدر يسمى (الفيل الأزرق) أو دي أم تي، وتحاول أن تنقل له صورة شعبية متداولة تقول إن الفيل الأزرق ينقل متعاطيه لعالم الأموات فيرى ما يحدث هناك. يتناول "يحيى" حبة وينتقل لعالم يرى فيه "شريف" مرتبطاً بقصة تاريخية تشبه قصص ألف ليلة وليلة حول تاجر له نفس الوشم على جسد الدكتور شريف الكردي، يطعن التاجر زوجته الحامل التي تحمل وشما على فخذها أيضا، فيشعر بالندم ويحاول قطع ذراعه. يستيقظ "يحيى" من حلمه ليجد "مايا" مضروبة ومختبئة وخائفة منه، فتشتمه وتهرب وتتعرض لحادث سير وتموت على إثره. يعاود "يحيى" زيارة صديقه الذي ينقل للمستشفى إثر إصابته بجرح عميق داخل الحمام، فيجد أن شخصية الدكتور تعود حين يتم ضربه بالكهرباء، فيصحو "شريف" ويطلب من "يحيى" أن يبحث عن القميص. يذهب "يحيى" لمنزل "شريف' المعروض للبيع بحجة رغبته في شراء البيت ويدخل إلى غرفة النوم ويطلب من والد شريف أن يحضر له كأس ماء، فيبحث في الخزانة عن القميص فلا يجده، يدخل الحمام وحين يحاول ضخ الحمام خلفه يكتشف أن القميص مخبأ خلف مضخة الماء.
بعد عدة أيام يعاود يحيى تناول حبة ثانية من الفيل الأزرق ليعاود السفر عبر متاهات فرعونية وسحرية ليكشف المزيد حول قضية شريف، ويرى صوراً عن القميص المسحور الذي يحمل رموزا خاصة كان يكتبها شريف دائما على حائط المستشفى. يعود يحيى إلى محل المرأة التي ترسم الأوشام ويهددها لتكشف له عن السحر الذي عملته لزوجة شريف والذي انقلب إلى نتائج غير متوقعة، فتعترف له بالحقيقة كاملة. يبحث يحيى في أمر القميص والأوراق التي أرسلت له بالبريد، وهي الأوراق التي أرسلها شريف في لحظات استيقاظه. ينتهي الفيلم بدخول "يحيى" غرفة "شريف" ليتحدث مع الشيطان "نائل" ثم يرسم على كل الجدران تميمة خاصة تحرق الشيطان ويخرج من جسد "شريف" ويختفي الوشم.